# Hòa Bình, Xuyên Mộc
Hòa Bình là một xã thuộc huyện Xuyên Mộc, tỉnh Bà Rịa – Vũng Tàu, Việt Nam.
Xã có diện tích 37,39 km², dân số năm 1999 là 11651 người, mật độ dân số đạt 312 người/km².

## Địa lý
Xã Hòa Hội nằm ở phía Tây huyện Xuyên Mộc với địa lý:
- Phía bắc giáp xã Hòa Hội
- Phía nam giáp xã Xuyên Mộc
- Phía đông giáp xã Xuyên Mộc
- Phía tây giáp xã Hòa Hưng

## Hành chính
Xã Hòa Bình được chia thành 8 ấp: 1, 2, 4, 5, 6, 7 và 8.